# Грицьки
Грицьки́ — село в Україні, у Дубровицькій міській громаді Сарненського району Рівненської області. До 2020 підпорядковувалосяя Нивецькій сільській раді. центром якої було село Нивецьк. Населення становить 188 осіб (2011).

## Назва
Польською мовою згадується як Hrycki, російською — як Грицки.

## Географія
Площа села — 0,5 км². Селом протікає річка Безіменна.[джерело?] Згідно з дослідженням 2017 року, за яким оцінювалися масштаби антропогенної трансформації території Дубровицького району внаслідок несанкціонованого видобутку бурштину, екологічна ситуація села характеризувалася як «катастрофічна».

### Клімат
Клімат у селі вологий континентальний («Dfb» за класифікацією кліматів Кеппена). Опадів 607 мм на рік. Найменша кількість опадів спостерігається в березні й сягає у середньому 28 мм. Найбільша кількість опадів випадає в червні — близько 87 мм. Різниця в опадах між сухими та вологими місяцями становить 59 мм. Пересічна температура січня — -5,5 °C, липня — 18,6 °C. Річна амплітуда температур становить 24,1 °C.
| Клімат Грицьків                   | Клімат Грицьків | Клімат Грицьків | Клімат Грицьків | Клімат Грицьків | Клімат Грицьків | Клімат Грицьків | Клімат Грицьків | Клімат Грицьків | Клімат Грицьків | Клімат Грицьків | Клімат Грицьків | Клімат Грицьків | Клімат Грицьків |
| Показник                          | Січ.            | Лют.            | Бер.            | Квіт.           | Трав.           | Черв.           | Лип.            | Серп.           | Вер.            | Жовт.           | Лист.           | Груд.           | Рік             |
| Середній максимум, °C             | −2,5            | −1,3            | 3,3             | 12,3            | 19,2            | 22,9            | 23,9            | 23,1            | 18,3            | 11,8            | 4,8             | 0,0             | 11,3            |
| Середня температура, °C           | −5,5            | −4,5            | −0,3            | 7,4             | 13,7            | 17,5            | 18,6            | 17,6            | 13,3            | 7,8             | 2,3             | −2,6            | 7,1             |
| Середній мінімум, °C              | −8,5            | −7,7            | −3,9            | 2,6             | 8,2             | 12,1            | 13,3            | 12,2            | 8,3             | 3,8             | −0,2            | −5,1            | 2,9             |
| Норма опадів, мм                  | 36              | 30              | 28              | 41              | 57              | 87              | 81              | 64              | 57              | 44              | 41              | 41              | 607             |
| --------------------------------- | --------------- | --------------- | --------------- | --------------- | --------------- | --------------- | --------------- | --------------- | --------------- | --------------- | --------------- | --------------- | --------------- |
| Джерело: Climate-Data.org (англ.) |                 |                 |                 |                 |                 |                 |                 |                 |                 |                 |                 |                 |                 |

## Історія
Село вперше згадується 1520 року. До 1917 року село входило до складу Російської імперії. У 1906 році село входило до складу Домбровицької волості Рівненського повіту Волинської губернії Російської імперії. У 1918—1920 роки нетривалий час перебувало в складі Української Народної Республіки.
У 1921—1939 роки входило до складу Польщі. У 1921 році село входило до складу гміни Домбровиця Сарненського повіту Поліського воєводства Польської Республіки. 1930 року Сарненський повіт приєднаний до складу Волинського воєводства. У 1936 році входило до однойменної громади.
З 1939 року — у складі Дубровицького району Рівненської області УРСР. У роки Другої світової війни деякі мешканці села долучилися до національно-визвольної боротьби у лавах УПА та ОУН, на території села діяла боївка СБ «Стіжка» (УПА). За даними українського націоналістичного підпілля у грудні 1943 року більшовицька банда пограбувала Грицьки та закатувала 5 осіб (серед жертв — інформатор УПА). Загалом встановлено 52 жителів села, які брали участь у визвольних змаганнях, з них 21 загинуло, 30 було репресовано.
У 1947 році село Грицьки підпорядковувалося Грицьківській сільській раді Дубровицького району Ровенської області УРСР.
Відповідно до прийнятої в грудні 1989 року постанови Ради Міністрів УРСР село занесене до переліку населених пунктів, які зазнали радіоактивного забруднення внаслідок аварії на Чорнобильській АЕС, жителям виплачувалася грошова допомога. Згідно з постановою Кабінету Міністрів Української РСР, ухваленою в липні 1991 року, село належало до зони гарантованого добровільного відселення. На кінець 1993 року забруднення ґрунтів становило 1,51 Кі/км² (137Cs + 134Cs), молока — 4,8 мКі/л (137Cs + 134Cs), картоплі — 0,85 мКі/кг (137Cs + 134Cs), сумарна доза опромінення — 123 мбер, з якої: зовнішнього — 20 мбер, загальна від радіонуклідів — 105 мбер (з них Cs — 122 мбер).
Відповідно до Розпорядження Кабінету Міністрів України від 12 червня 2020 року № 722-р «Про визначення адміністративних центрів та затвердження територій територіальних громад Рівненської області» увійшло до складу Дубровицької міської громади.

## Населення
Станом на 1859 рік, у власницькому селі Грицьки налічувалося 11 дворів та 50 жителів (27 чоловіків і 23 жінок), усі православні. Станом на 1906 рік у селі було 54 двори та мешкало 357 осіб.
За переписом населення Польщі 10 вересня 1921 року в селі налічувалося 59 будинків та 354 мешканці, з них: 171 чоловік та 183 жінки; 336 православних, 12 римо-католиків та 6 юдеїв; 334 українці (русини), 12 поляків, 6 євреїв та 2 білоруси. Згідно з переписом УРСР 1989 року чисельність наявного населення села становила 303 особи, з яких 146 чоловіків та 157 жінок. На кінець 1993 року в селі мешкало 248 жителів, з них 45 — дітей.
За переписом населення України 2001 року в селі мешкали 224 особи. 100 % населення вказало своєю рідною мовою українську мову. Станом на 1 січня 2011 року населення села становить 188 осіб. Густота населення — 448 особи/км².

### Вікова і статева структура
Структура жителів села за віком і статтю (станом на 2011 рік):
| Вік   | Чоловіків | Жінок | Разом |
| ----- | --------- | ----- | ----- |
| 0-17  | 10        | 12    | 22    |
| 18-39 | 16        | 14    | 30    |
| 40-59 | 18        | 20    | 38    |
| 60+   | 38        | 60    | 98    |
| Разом | 82        | 106   | 188   |

### Соціально-економічні показники
| Працездатне населення | Працездатне населення | Працездатне населення | Працездатне населення | Працездатне населення | Працездатне населення | Непрацездатне населення | Непрацездатне населення | Непрацездатне населення | Непрацездатне населення | Непрацездатне населення | Непрацездатне населення | Все населення |
| Чоловіки              | Чоловіки              | Жінки                 | Жінки                 | Разом                 | Разом                 | Чоловіки                | Чоловіки                | Жінки                   | Жінки                   | Разом                   | Разом                   | 188           |
| ос.                   | %                     | ос.                   | %                     | ос.                   | %                     | ос.                     | %                       | ос.                     | %                       | ос.                     | %                       | 188           |
| --------------------- | --------------------- | --------------------- | --------------------- | --------------------- | --------------------- | ----------------------- | ----------------------- | ----------------------- | ----------------------- | ----------------------- | ----------------------- | ------------- |
| 56                    | 29                    | 36                    | 18                    | 92                    | 47                    | 34                      | 17                      | 68                      | 35                      | 102                     | 52                      | 188           |

| Зайняті  | Зайняті  | Зайняті | Зайняті | Зайняті | Зайняті | Безробітні | Безробітні | Безробітні | Безробітні | Безробітні | Безробітні | Все населення |
| Чоловіки | Чоловіки | Жінки   | Жінки   | Разом   | Разом   | Чоловіки   | Чоловіки   | Жінки      | Жінки      | Разом      | Разом      | 188           |
| ос.      | %        | ос.     | %       | ос.     | %       | ос.        | %          | ос.        | %          | ос.        | %          | 188           |
| -------- | -------- | ------- | ------- | ------- | ------- | ---------- | ---------- | ---------- | ---------- | ---------- | ---------- | ------------- |
| 0        | 0        | 0       | 0       | 0       | 0       | 1          | 17         | 0          | 0          | 1          | 17         | 188           |

| Дорослі | Діти | Пенсіонери | Інваліди Німецько-радянської війни | Учасники бойових дій | Інваліди всіх груп і категорій | Люди, які обслуговуються служб. соц. допом. на дому | Неповні сім'ї | Діти з неповних сімей | Багатодітні сім'ї | Діти з багатодітних сімей | Діти-інваліди | Діти-сироти | Одинокі багатодітні матері |
| ------- | ---- | ---------- | ---------------------------------- | -------------------- | ------------------------------ | --------------------------------------------------- | ------------- | --------------------- | ----------------- | ------------------------- | ------------- | ----------- | -------------------------- |
| 183     | 28   | 104        | -                                  | -                    | 12                             | 2                                                   | 1             | 1                     | 2                 | 7                         | -             | 3           | -                          |

## Політика

### Органи влади
До 2020 місцеві органи влади до 2020 були представлені Нивецькою сільською радою.

### Вибори
Село входить до виборчого округу № 155. Станом на 2011 рік кількість виборців становила 162 особи.

## Культура
У селі працює Грицьківський сільський клуб на 100 місць.

## Релігія
Список конфесійних громад станом на 2011 рік:
| Релігійна громада Помісної церкви ХВЄ П'ятидесятники | ХВЄ | 8 жовтня 2002 | 16 | Молитовний будинок | [ 34 ] |
| — протестантські.                                    |     |               |    |                    |        |

У першій половині XIX століття село належало до греко-католицької парафії церкви Успіння Богородиці села Залішани Ровенського повіту, а у 1840-х та другій половині XIX століття — до православної парафії церкви Успіння Пресвятої Богородиці села Залішани Домбровицької волості.

#### Книги
- Літопис УПА / НАН України. Інститут української археографії та джерелознавства ім . М. С. Грушевського. — Київ-Торонто : Видавництво «Літопис УПА» та ін, 2007. — Т. 11: Мережа ОУН(б) і запілля УПА на території ВО «Заграва», «Турів», «Богун» (серпень 1942 — грудень 1943 рр.). — 849 с.

#### Офіційні дані та нормативно-правові акти
- Паспорт Дубровицького району (станом на 1 січня 2011 року) (doc). Дубровицька районна рада. Архів оригіналу за 10 лютий 2015. Процитовано 16 жовтня 2019.

#### Мапи
- Історичний Атлас України / Гол. ред. Л. Винар; Упорядн.: І. Тесля, Е. Тютько. Українське історичне товариство. — Монреаль; Нью-Йорк; Мюнхен, 1980. — 182 с.